# 348

## Esdeveniments
- Jerusalem (Palestina): Màxim és deposat com a patriarca de la ciutat a instàncies dels arrians.
- Antioquia (Síria): Lleonci és nomenat bisbe arrià de la ciutat.

## Naixements
- Cesaraugusta o Calagurris (Tarraconense): Aureli Climent Prudenci, poeta i polític. (m. 408)

## Necrològiques
- 9 de maig - Pbow (Egipte): Sant Pacomi de Tabenna, anacoreta i monjo, fundador del monaquisme cenobític.